# Hamilton Bulldogs
Los Hamilton Bulldogs son un equipo profesional de hockey sobre hielo de la American Hockey League.

## Los jugadores actuales

### Porteros
- Curtis Sanford

- Cedrick Desjardins

- Robert Mayer

### Defensor
- Mike Vernace

- Alex Henry

- Chad Anderson

- Frederic St-Denis

- Shawn Belle

- André Benoit

- Mathieu Carle

- Pernell-Karl Subban

### Atacantes
- Maxime Lacroix

- James Wyman

- Andrew Conboy

- Olivier Fortier

- Mike Glumac

- Dany Masse

- Brock Trotter

- Ryan Russell

- Max Pacioretty

- Ryan White

- Grant Stevenson

- Aaron Palushaj

- Éric Neilson

- Hunter Bishop

- David Desharnais

## Entrenador
- Lorne Molleken (1996-1999)

- Walt Kyle (1998-2000)

- Claude Julien (2000-2003)

- Geoff Ward (2002-2003)

- Doug Jarvis (2003-2005)

- Don Lever (2005-2009)

- Ron Wilson (2009)

- Guy Boucher (2009-presente)

## Récord de Franquicia
- Goles: 34 Michael Ryder (2002-03)
- Asistencias: 43 Tomas Plekanec (2003-04)
- Puntos: 72 Jason Ward (2002-03), Corey Locke (2007-08)
- Pena de Actas: 279 Steve Ott (2004-05)
- Promedio de goles recibidos: 2,00 Jaroslav Halak (2006-07)
- Porcentaje Ahorro: 93,2% Jaroslav Halak (2006-07)

## Todas las temporadas
- Goles: 71 Tomas Plekanec
- Asistencias: 105 Tomas Plekanec
- Puntos: 176 Tomas Plekanec
- Pena de Actas: 289 Ben Carpentier
- Guardian victoria: 79 Yann Danis
- Blanqueadas: 13 Jaroslav Halak
- La Mayoría de partidos jugados: 249 Duncan Milroy

- Datos: Q748294
- Multimedia: Hamilton Bulldogs / Q748294